# Apiochaeta bicolor
Apiochaeta bicolor är en tvåvingeart som beskrevs av Ignaz Rudolph Schiner 1868. Apiochaeta bicolor ingår i släktet Apiochaeta och familjen träflugor. Inga underarter finns listade i Catalogue of Life.